# Casa de la Festa Major de Vilafranca del Penedès
La Casa de la Festa Major de Vilafranca del Penedès és un espai que acull el ric folklore de la Festa Major de Vilafranca del Penedès, que se celebra entre el 28 d'agost i el 2 de setembre amb motiu de la Diada de Sant Fèlix. De titularitat municipal i fundada el 1987, està ubicada a l'antic Mercat de Gallines i Menuts i forma part de la Xarxa de Museus Locals de la Diputació de Barcelona.

## L'antic Mercat de Gallines i Menuts i Mercat del Peix
El Mercat de Gallines i Menuts és un edifici protegit com a bé cultural d'interès local. El projecte, realitzat per l'arquitecte Santiago Güell, va ser presentat el 25 de setembre de 1911. El 1912 va fer-se la subhasta per a l'edificació i el desembre del 1913 va inaugurar-se oficialment. És un edifici públic d'una sola nau i entre mitgeres. Fa cantonada amb el carrer de la Muralla dels Vellets. Té coberta de teula àrab, de pavelló amb llanterna. Als xamfrans hi ha els dos accessos, amb esglaons. Els murs estan ordenats per bandes horitzontals i verticals de maó vist, material utilitzat també a les llindes de portes i finestres.
Catalogat com a noucentista, l'antic Mercat de Gallines i Menuts (i posteriorment mercat del peix) és obra de l'arquitecte vilafranquí Santiago Güell; va ser construït l'any 1911 i reformat l'any 1927.

## Casa de la Festa Major de Vilafranca del Penedès
A principis dels anys vuitanta del segle xx, la Festa Major de Vilafranca del Penedès va experimentar un creixement important del seu folklore. Es van recuperar diferents balls que s'havien perdut i es va crear la Festa Major dels Petits. Per atendre el dinamisme de la festa major, l'any 1985 l'Ajuntament de Vilafranca del Penedès va plantejar crear un espai dedicat a la festa. L'Ajuntament va pensar que l'espai més adequat era l'antic Mercat del Peix. El 1985, l'arquitecte Pau Batllé i Solé elabora el projecte per convertir l'antic mercat en un espai dedicat a la Festa Major. Durant els anys 1985-1987 es van fer obres per rehabilitar l'espai.
Des de l'any 1987 aquest espai té una doble funció: la d'arxiu i magatzem de tot el patrimoni folklòric relacionat amb la Festa Major de Vilafranca i la de Museu per divulgar aquest patrimoni. El 30 d'abril de 1999 es tornà a inaugurar l'equipament després d'una reforma.
L'any 2014, l'Ajuntament de Vilafranca del Penedès va plantejar la necessitat de fer una renovació de la Casa de la Festa Major. La idea era fer un projecte nou, tenint en compte el relat. Es va duplicar la superfície anterior, passant dels 312 metres quadrats als 662 metres quadrats, amb la compra d'un edifici annex. Aquesta remodelació es va inaugurar el 2 de novembre del 2021.

## Exposició
La Casa de la Festa Major mostra els balls de la Festa Major de Vilafranca, molts d'ells d'origen medieval i relacionats amb els diversos gremis i confraries, així com l'origen del bestiari, el drac i la parella de gegants més antics, els castellers i tots els balls i músiques que configuren la festa. Compta també amb un audiovisual impactant de gran format amb imatges de la tronada, les cercaviles i les processons, la diada castellera de Sant Fèlix i altres elements singulars de la festa.

## Galeria d'imatges

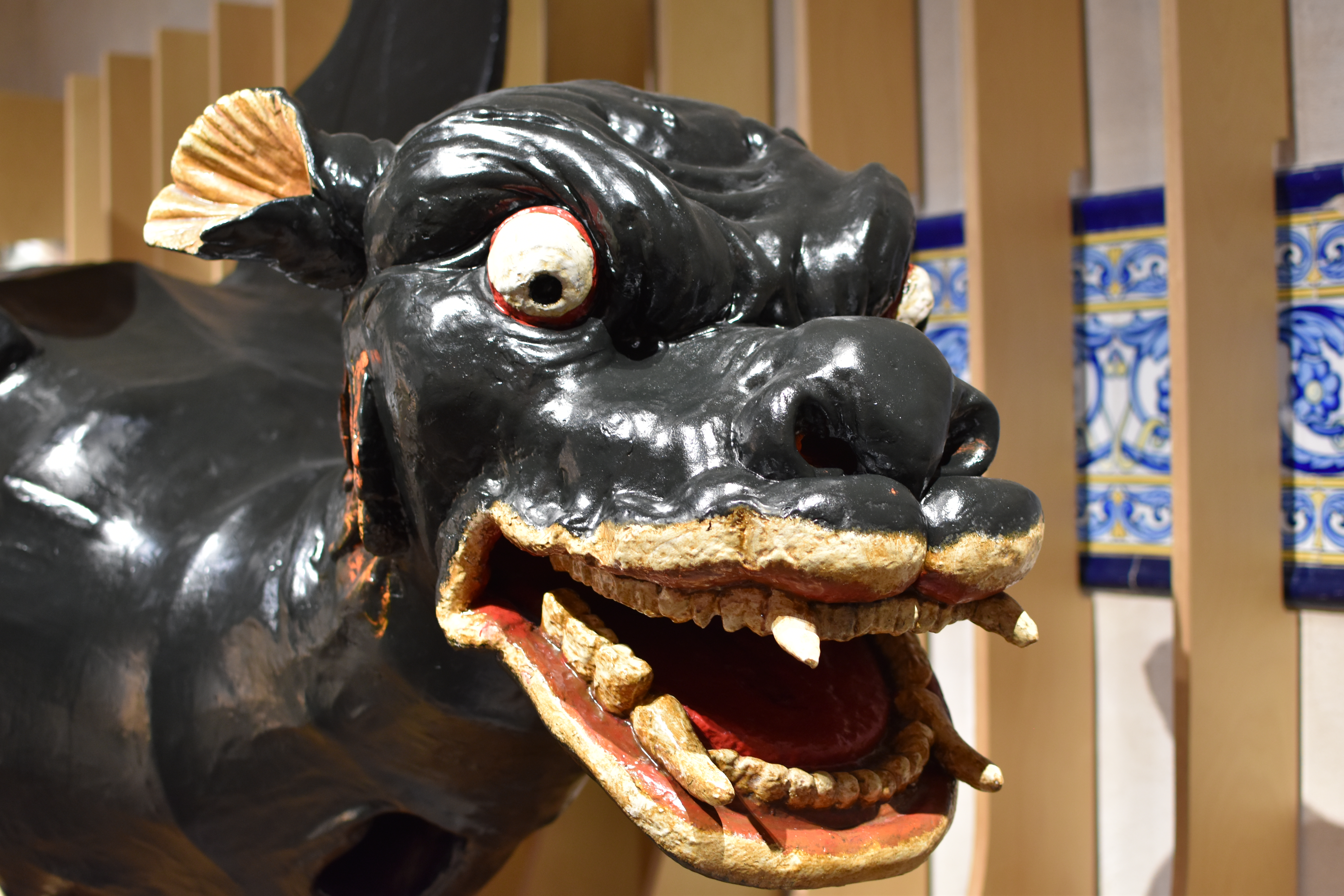
El Drac de Vilafranca exposat a la Casa de la Festa Major
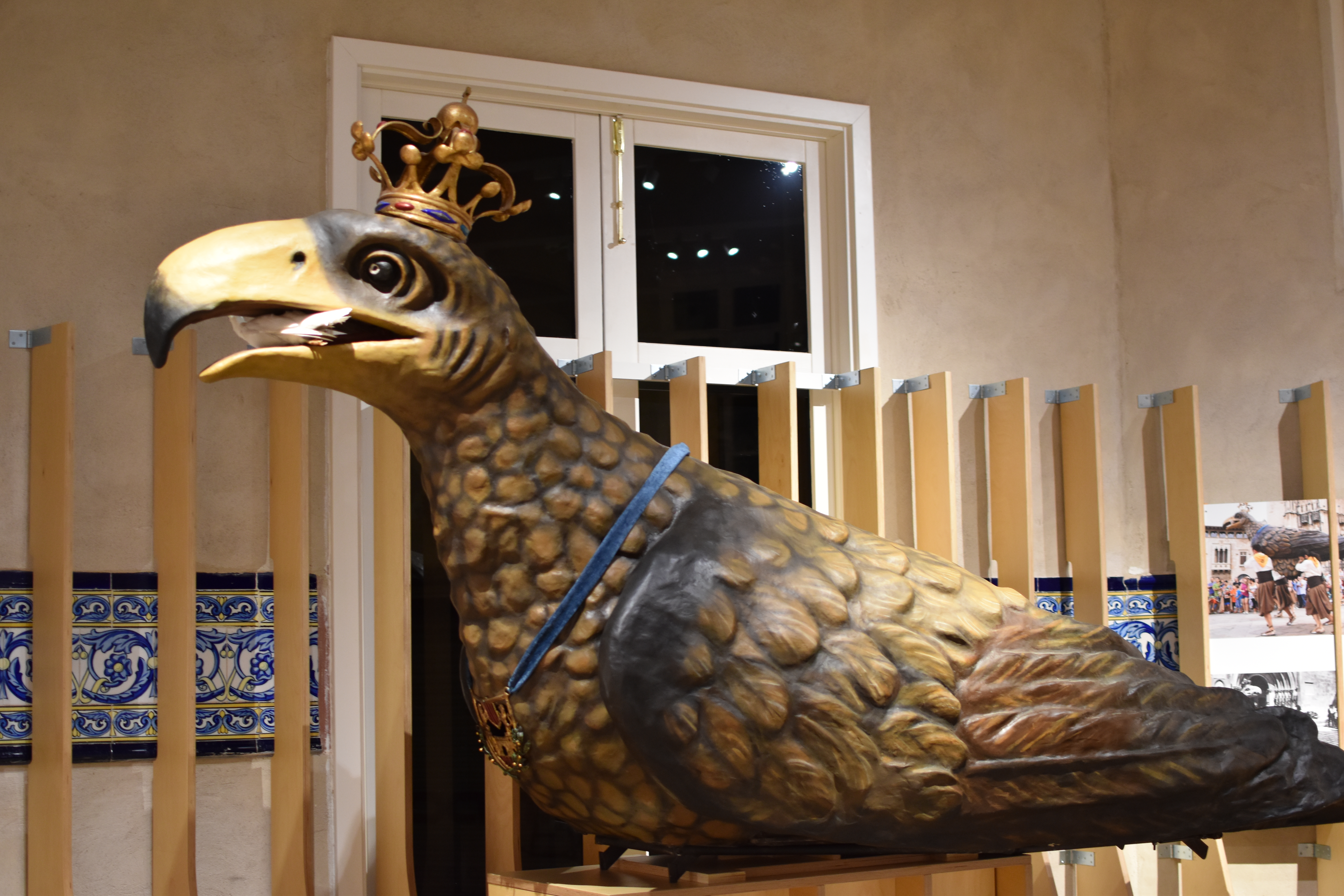
L'Àliga de Vilafranca exposada a la Casa de la Festa Major
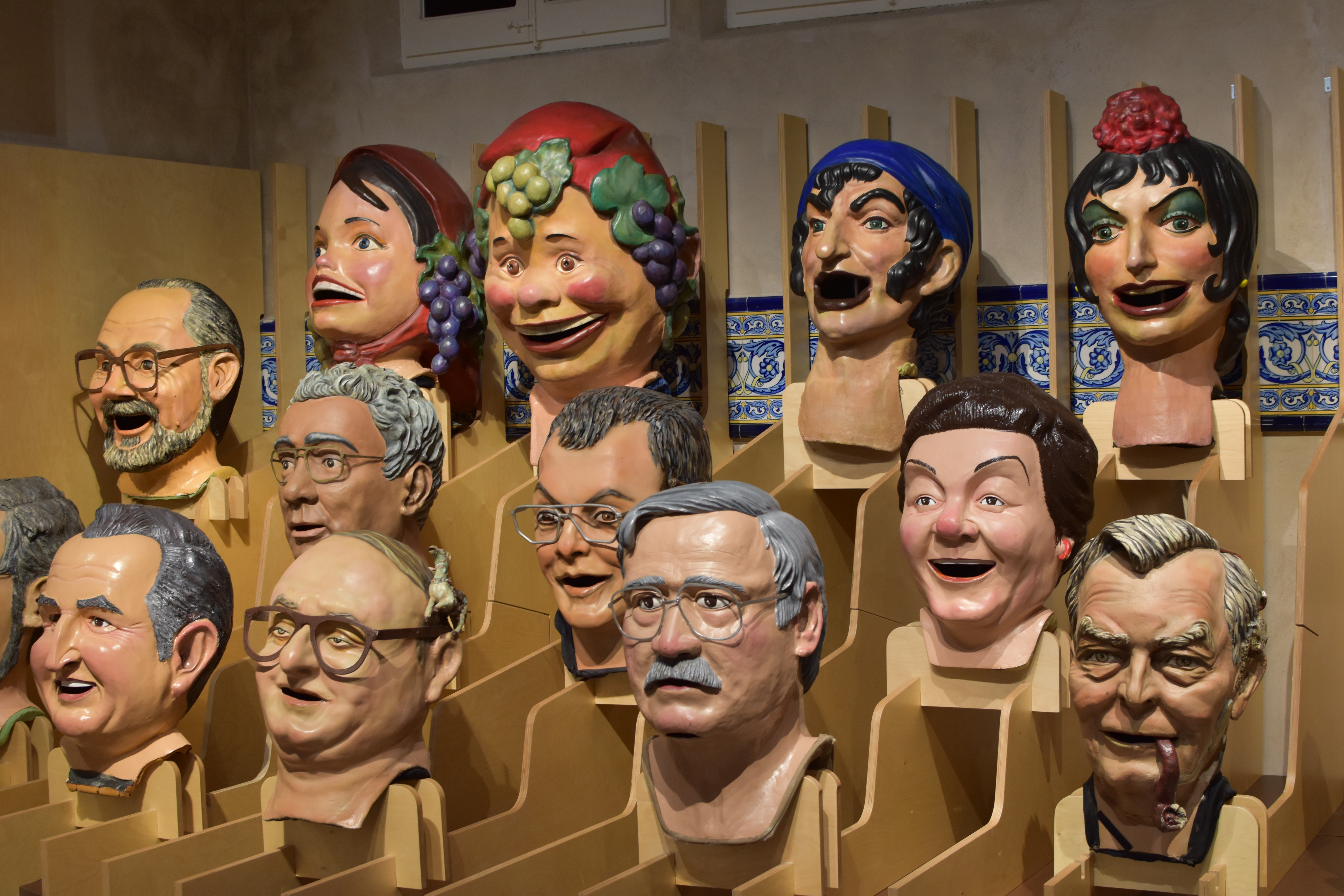
Els Nans i els Capgrossos de Vilafranca, exposats a la Casa de la Festa Major
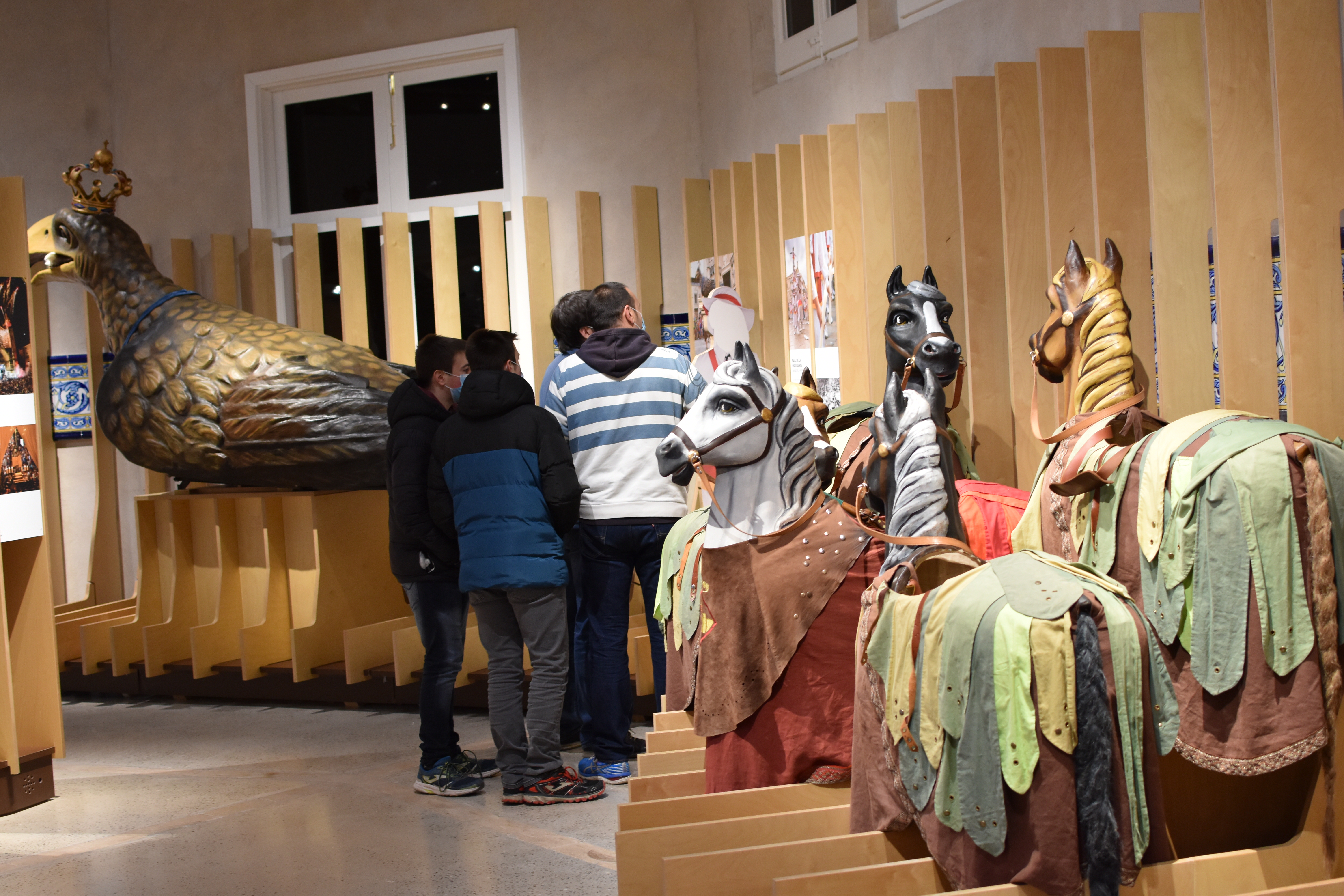
Les Cotonines i l'Àliga de Vilafranca exposades a la Casa de la Festa Major
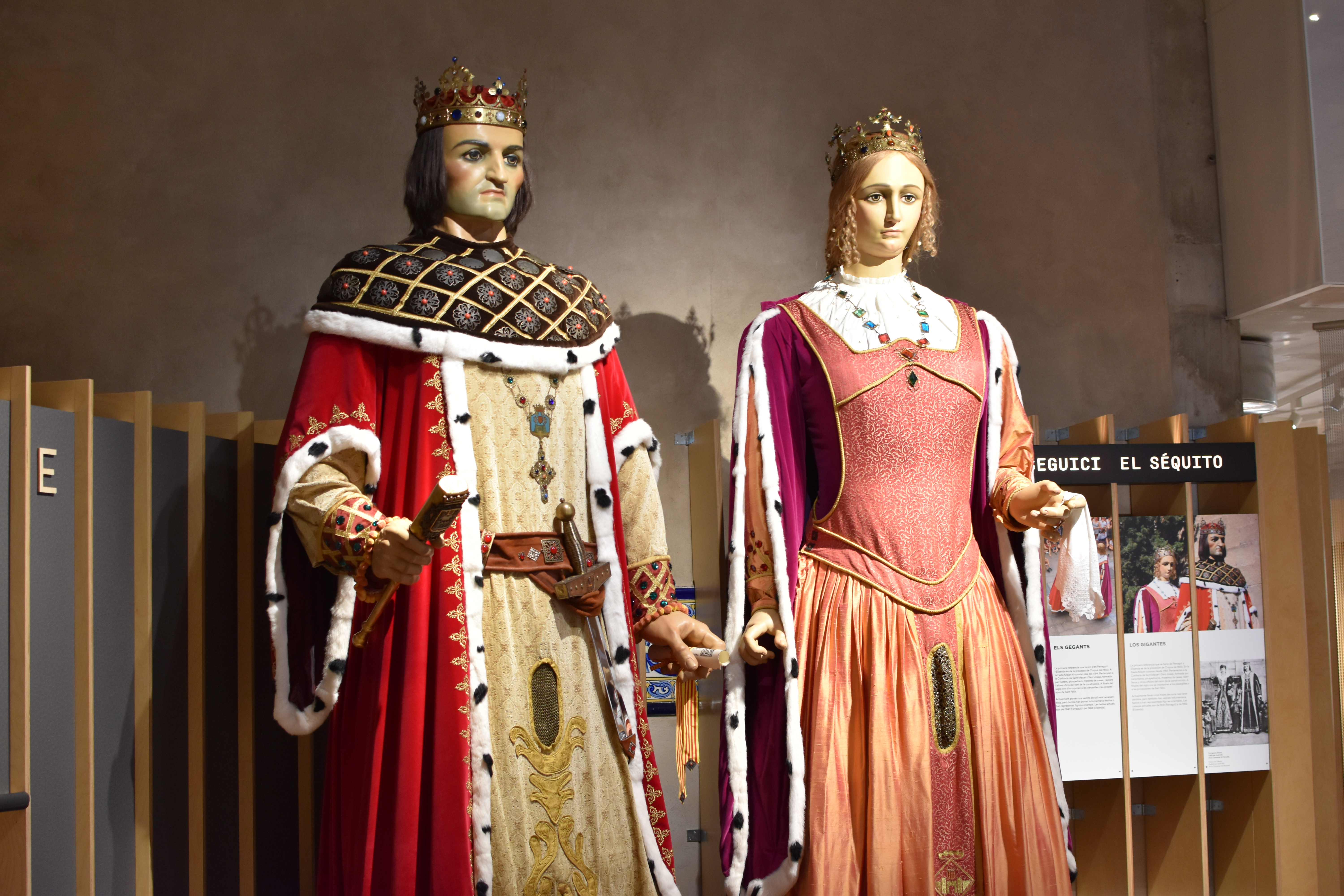
Els Gegants de Vilafranca exposats a la Casa de la Festa Major
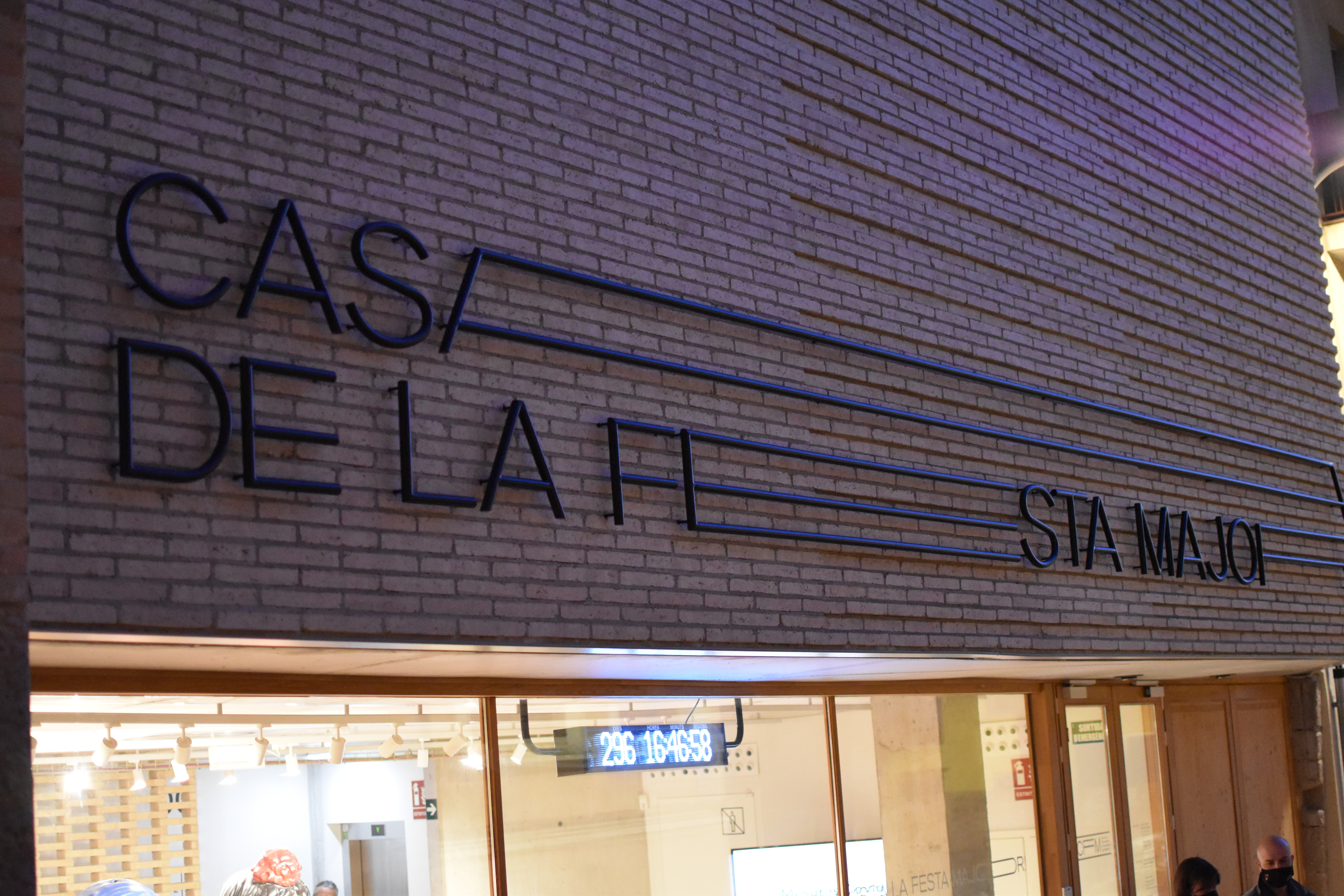
Façana de l'entrada de la Casa de la Festa Major
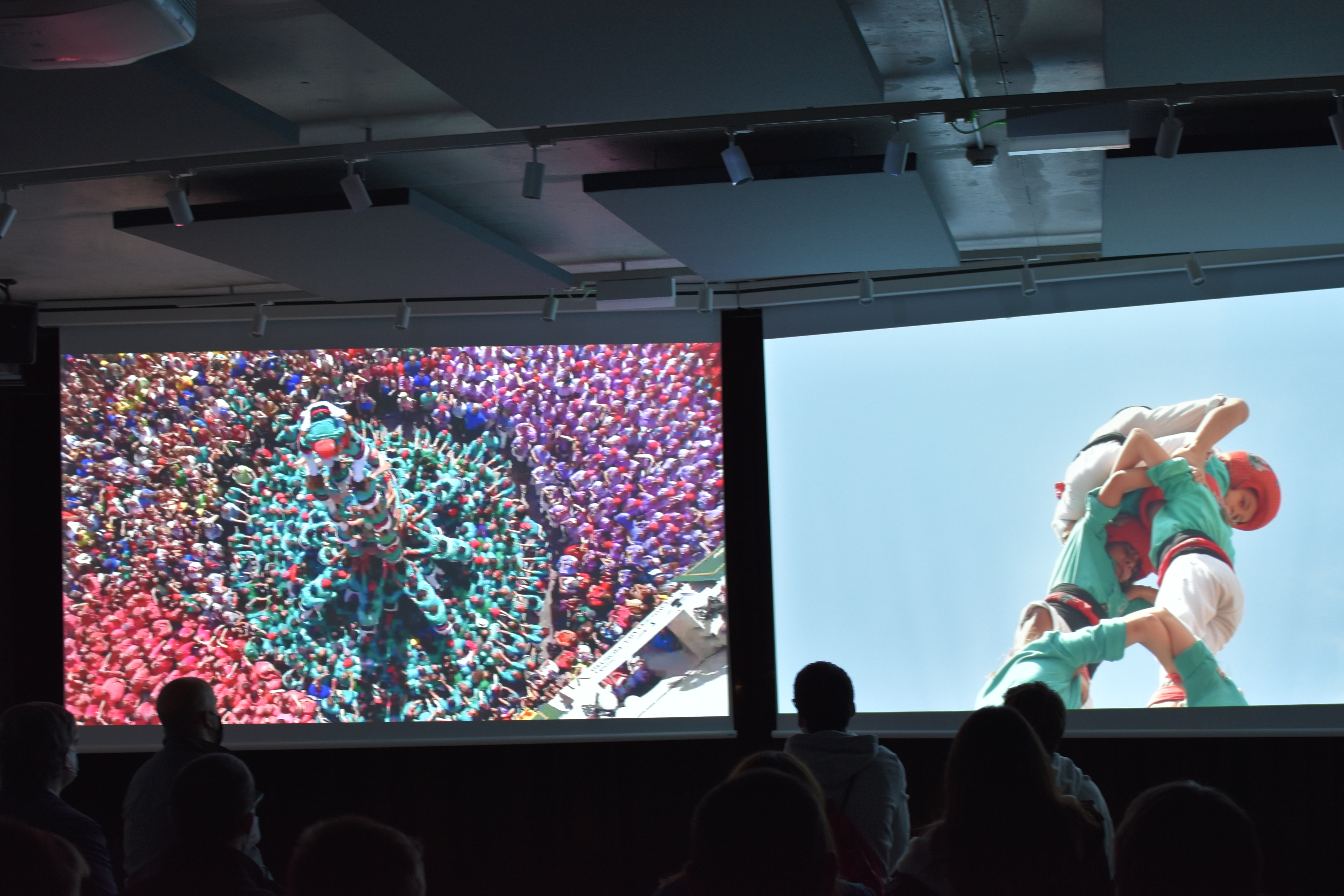
Audiovisual de la Casa de la Festa Major
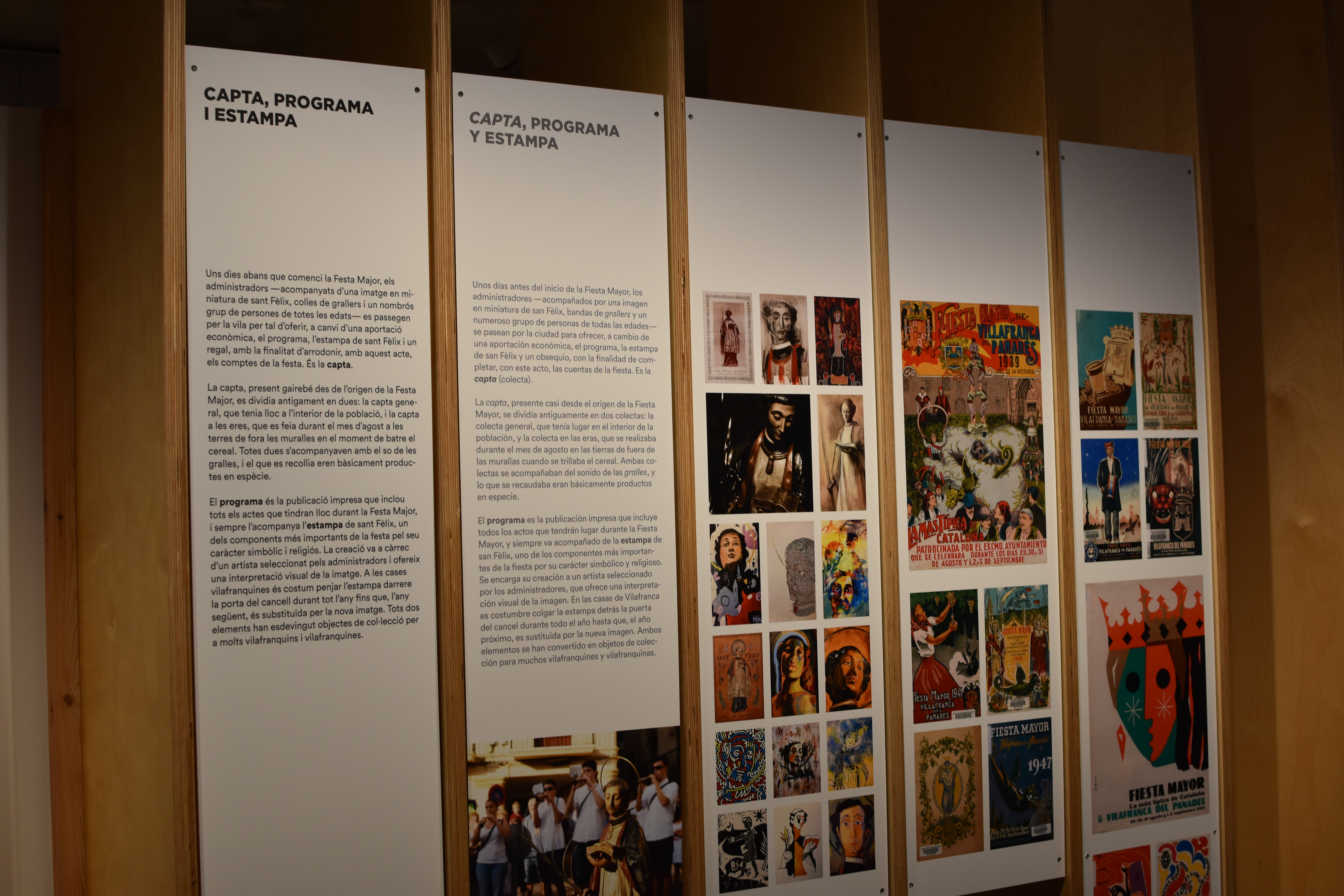
Exposició de la Casa de la Festa Major
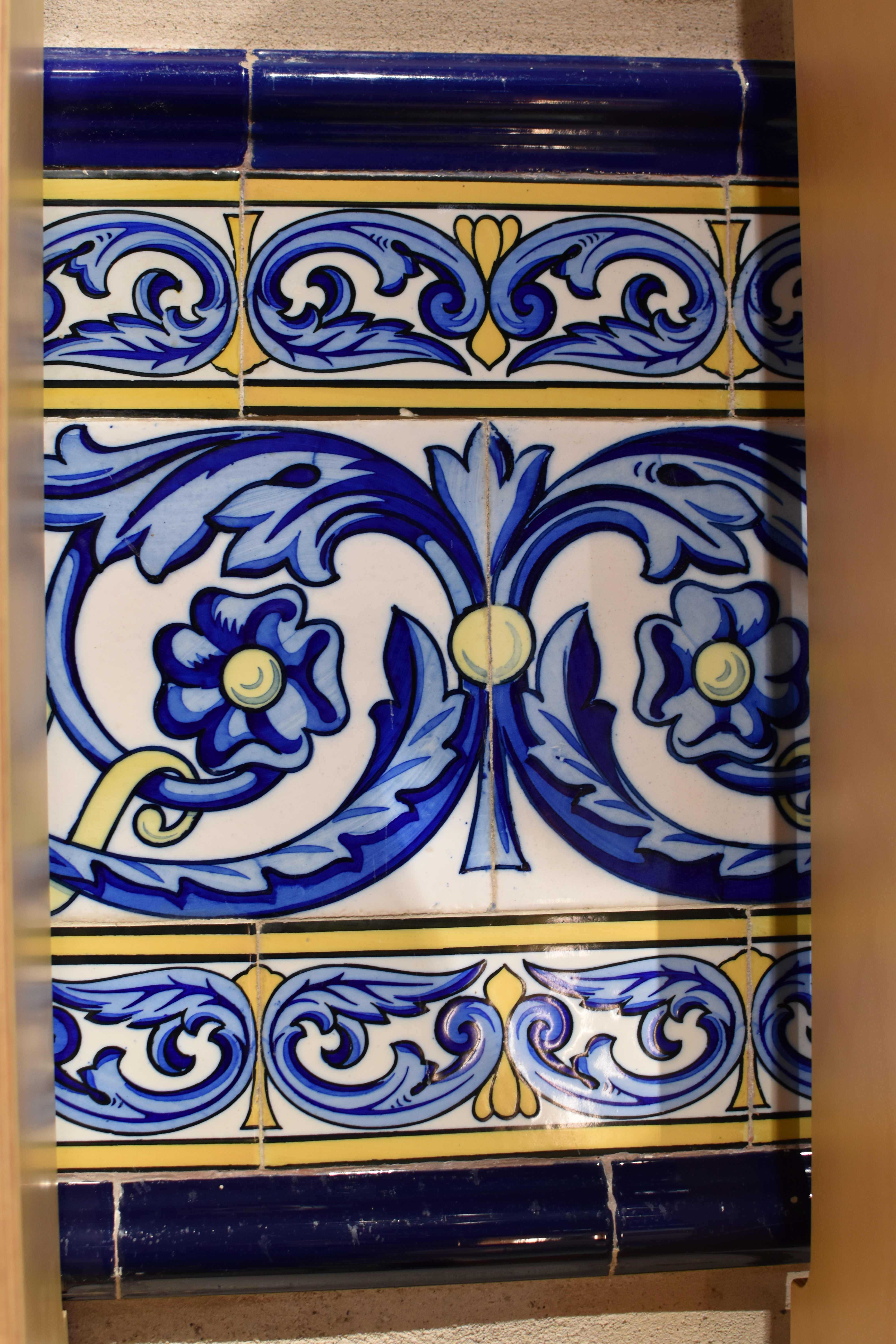
Detall de la ceràmica de la Casa de la Festa Major